# UCI World Tour 2020
UCI World Tour 2020 var den 10:e upplagan av UCI World Tour, en serie cykeltävlingar som årligen anordnas av Internationella cykelunionen (UCI). Totalt 21 tävlingar hölls under året. Touren startade den 21 januari med Tour Down Under och avslutades den 8 november med Vuelta a España. Flera av tävlingarna under touren blev inställda på grund av covid-19-pandemin.

## Tävlingar
Ursprungligen var det två tävlingar färre i tävlingskalendern detta året från UCI World Tour 2019:
- Presidential Cycling Tour of Turkey blev nerflyttad till UCI ProSeries inför 2020 efter dåligt deltagande av UCI World Tour-lag under 2018 och 2019.[5]
- Tour of California hölls inte detta året efter att pausats.[6]

På grund av covid-19-pandemin sköts många lopp upp, inklusive alla tre Grand Tours och fyra av de fem klassiska årliga 'monumenten'. Som ett resultat begärde tävlingsarrangörerna nya datumtilldelningar av Union Cycliste Internationale (UCI) för flera av dessa tävlingarna. Den 5 maj 2020 meddelades en reviderad tävlingskalender av UCI med 25 lopp mellan den 1 augusti och 8 november. Flera lopp var planerade att överlappa varandra, bland annat Giro d’Italia, Vuelta a España och Paris–Roubaix. Det blev senare endast 21 tävlingar under året.
| Tävling                       | Datum                     | Vinnare                     | Tvåa                       | Trea                        |
| ----------------------------- | ------------------------- | --------------------------- | -------------------------- | --------------------------- |
| Tour Down Under               | 21–26 januari             | Richie Porte (AUS)          | Diego Ulissi (ITA)         | Simon Geschke (GER)         |
| Great Ocean Road Race         | 2 februari                | Dries Devenyns (BEL)        | Pavel Sivakov (RUS)        | Daryl Impey (RSA)           |
| UAE Tour                      | 23–27 februari            | Adam Yates (GBR)            | Tadej Pogačar (SLO)        | Alexej Lutsenko (KAZ)       |
| Omloop Het Nieuwsblad         | 29 februari               | Jasper Stuyven (BEL)        | Yves Lampaert (BEL)        | Søren Kragh Andersen (DEN)  |
| Paris–Nice                    | 8–14 mars                 | Maximilian Schachmann (GER) | Tiesj Benoot (BEL)         | Sergio Higuita (COL)        |
| Strade Bianche                | 1 augusti                 | Wout van Aert (BEL)         | Davide Formolo (ITA)       | Maximilian Schachmann (GER) |
| Polen runt                    | 5–9 augusti               | Remco Evenepoel (BEL)       | Jakob Fuglsang (DEN)       | Simon Yates (GBR)           |
| Milano–Sanremo                | 8 augusti                 | Wout van Aert (BEL)         | Julian Alaphilippe (FRA)   | Michael Matthews (AUS)      |
| Critérium du Dauphiné         | 12–16 augusti             | Daniel Martínez (COL)       | Thibaut Pinot (FRA)        | Guillaume Martin (FRA)      |
| Lombardiet runt               | 15 augusti                | Jakob Fuglsang (DEN)        | George Bennett (NZL)       | Aleksandr Vlasov (RUS)      |
| Bretagne Classic Ouest–France | 25 augusti                | Michael Matthews (AUS)      | Luka Mezgec (SLO)          | Florian Sénéchal (FRA)      |
| Tour de France                | 29 augusti – 20 september | Tadej Pogačar (SLO)         | Primož Roglič (SLO)        | Richie Porte (AUS)          |
| Tirreno–Adriatico             | 7–14 september            | Simon Yates (GBR)           | Geraint Thomas (GBR)       | Rafał Majka (POL)           |
| BinckBank Tour                | 29 september – 3 oktober  | Mathieu van der Poel (NED)  | Søren Kragh Andersen (DEN) | Stefan Küng (SUI)           |
| Vallonska pilen               | 30 september              | Marc Hirschi (SUI)          | Benoît Cosnefroy (FRA)     | Michael Woods (CAN)         |
| Giro d’Italia                 | 3–25 oktober              | Tao Geoghegan Hart (GBR)    | Jai Hindley (AUS)          | Wilco Kelderman (NED)       |
| Liège–Bastogne–Liège          | 4 oktober                 | Primož Roglič (SLO)         | Marc Hirschi (SUI)         | Tadej Pogačar (SLO)         |
| Gent–Wevelgem                 | 11 oktober                | Mads Pedersen (DEN)         | Florian Sénéchal (FRA)     | Matteo Trentin (ITA)        |
| Flandern runt                 | 18 oktober                | Mathieu van der Poel (NED)  | Wout van Aert (BEL)        | Alexander Kristoff (NOR)    |
| Vuelta a España               | 20 oktober – 8 november   | Primož Roglič (SLO)         | Richard Carapaz (ECU)      | Hugh Carthy (GBR)           |
| Driedaagse Brugge-De Panne    | 21 oktober                | Yves Lampaert (BEL)         | Tim Declercq (BEL)         | Tim Merlier (BEL)           |

### Inställda tävlingar
Totalt femton tävlingar blev inställda under säsongen 2020. Katalonien runt (23–29 mars), Baskien runt (6–11 april), Romandiet runt (28 april till 3 maj), Tour de Suisse (7–14 juni), och Clásica de San Sebastián (25 juli) blev samtliga inställda innan den uppdaterade tävlingskalendern släpptes av UCI. Efter den uppdaterade tävlingskalendern i maj blev både E3 BinckBank Classic (27 mars), och RideLondon–Surrey Classic (16 augusti) inställda. Efter den uppdaterade tävlingskalendern i juni blev Eschborn–Frankfurt (ursprungligen planerad 1 maj) och Dwars door Vlaanderen (flyttad till 14 oktober) också inställda. I juli blev EuroEyes Cyclassics (ursprungligen planerad till 16 augusti och sedan flyttad till 3 oktober), och de två kanadensiska tävlingarna i Québec City och Montréal (planerad mellan 11 och 13 september) också inställda.
Efter nya rekommendationer den 1 augusti blev den säsongsavslutande tävlingen Tour of Guangxi (ursprungligen planerad till 15–20 oktober och sedan flyttad till 5–10 november) inställd den 10 augusti. Den 30 september, dagen efter att de nederländska etapperna plockats bort från BinckBank Tour, blev Amstel Gold Race (ursprungligen planerad 19 april och sedan flyttad till 10 oktober) inställd på grund av covid-19-pandemin i Nederländerna. Den 9 oktober blev Paris–Roubaix (ursprungligen planerad 12 april och sedan flyttad till 25 oktober) också inställd.